# Gare de Shiomi (Tokyo)
La gare de Shiomi (潮見駅, Shiomi-eki) est une gare ferroviaire japonaise de la ville de Tokyo, située dans l'arrondissement de Kōtō. La gare est gérée par la East Japan Railway Company (JR East).

## Situation ferroviaire
La gare de Shiomi est située au point kilométrique (PK) 5,4 de la ligne Keiyō.

## Histoire
La gare a été inaugurée le 10 mars 1990.

## Service des voyageurs

### Accueil
La gare dispose d'un bâtiment voyageurs, avec guichets, ouvert tous les jours.

### Desserte
- Ligne Keiyō :
  - voie 1 : direction Maihama, Nishi-Funabashi (interconnexion avec la ligne Musashino) et Soga
  - voie 2 : direction Tokyo